# 42748 Andrisani
42748 Andrisani è un asteroide della fascia principale. Scoperto nel 1998, presenta un'orbita caratterizzata da un semiasse maggiore pari a 2,8528351 UA e da un'eccentricità di 0,2522440, inclinata di 2,17162° rispetto all'eclittica.